# Féminin plurielles
Pour plus de détails, voir Fiche technique et Distribution.
Féminin plurielles est une comédie dramatique française réalisée par Sébastien Bailly sortie en 2018.

## Fiche technique
- Titre : Féminin plurielles
- Réalisation : Sébastien Bailly
- Scénario : Sébastien Bailly
- Photographie : Sylvain Verdet et Pascale Marin
- Montage : Cécile Frey et Sébastien Bailly
- Costumes : Hélène Caillet
- Décors : Marine Fronty et Léo Ponge
- Musique : Laurent Levesque
- Producteur : Sébastien de Fonseca
  - Producteur délégué : Ludovic Henry
- Production : La Mer à Boire Productions
  - Coproduction : Les Protagonistes, Red Star Cinéma et Ostinato Productions
- Distribution : La Mer à Boire Productions
- Pays d’origine :  France
- Genre : Comédie dramatique
- Durée : 82 minutes
- Dates de sortie :
  -  France : 7 mars 2018

## Distribution
- Lise Bellynck : Douce
- Sabrina Seyvecou : Patricia Frey
- Antoine Régent : Antoine
- Bruno Clairefond : Bertrand Vigne
- Hafsia Herzi : Hafsia
- Bastien Bouillon : Clément
- Marie Rivière : la prof
- Donia Eden : La sœur de Hafsia
- Anne Steffens : Delphine
- Friedelise Stutte : Charlotte
- Julien Cheminade : Étienne